# Mallophora bigotii
Mallophora bigotii är en tvåvingeart som beskrevs av Lynch Arribalzaga 1883. Mallophora bigotii ingår i släktet Mallophora och familjen rovflugor. Inga underarter finns listade i Catalogue of Life.